# 元徽 (南朝宋)
元徽（げんき）は、南北朝時代、南朝宋の後廃帝劉昱の治世に行われた年号。
473年 - 477年。元徽5年は劉昱の廃立とともに改元された。

## 出来事
- 2年5月：桂陽王劉休範が反乱。蕭道成により鎮圧。
- 5年7月：劉昱が蕭道成の命により宮中で殺害され、安成王劉準が即位（順帝）。昇明と改元。

## 西暦・干支との対照表
| 元徽 | 元年  | 2年   | 3年   | 4年   | 5年   |
| 西暦 | 473年 | 474年 | 475年 | 476年 | 477年 |
| 干支 | 癸丑  | 甲寅  | 乙卯  | 丙辰  | 丁巳  |

## 北朝の年号
- 北魏：延興3 - 太和元